# Quinceo
Quinceo es una localidad del estado mexicano de Michoacán. Es parte del municipio de Paracho.

## Toponimia
El nombre «Quinceo» proviene de los términos en purépecha: quenzi, altura; eo, locativo. Su significado es «Lugar en lo alto».

## Demografía
| Gráfica de evolución demográfica |
|                                  |

| Censo | Población |
| ----- | --------- |
| 1900  | 377       |
| 1910  | 326       |
| 1921  | 293       |
| 1930  | 366       |
| 1940  | 482       |
| 1950  | 597       |
| 1960  | 812       |
| 1970  | 980       |
| 1980  | 727       |
| 1990  | 2018      |
| 2000  | 2424      |
| 2010  | 2692      |
| 2020  | 3191      |